# Nixon-doctrine
De Nixon-doctrine, ook bekend als de Guam doctrine,  houdt in dat de Verenigde Staten steun verlenen aan enkele regionale mogendheden, die namens de Verenigde Staten invloed zouden uitoefenen. Dit idee wordt overigens ook wel toegeschreven aan Henry Kissinger, de minister van Buitenlandse Zaken onder president Richard Nixon.
De doctrine werd naar voren gebracht in een persconferentie in Guam op 25 juli 1969 door president Nixon. Hij stelde dat de Verenigde Staten vanaf dat moment van hun bondgenoten verwachtten dat deze bondgenoten zorg zouden dragen voor hun eigen militaire defensie, maar dat de Verenigde Staten hen op verzoek te hulp zouden schieten. Het idee van de doctrine was een streven naar vrede door een partnerschap met de Amerikaanse bondgenoten.
In Nixons eigen woorden (toespraak aan de natie over de oorlog in Vietnam op 3 november 1969):
- Ten eerste houden de Verenigde Staten zich aan al hun verdragsverplichtingen.
- Ten tweede zullen we een schild bieden als een kernmacht de vrijheid bedreigt van een natie die onze bondgenoot is of van een natie wier overleven we van vitaal belang achten voor onze veiligheid.
- Ten derde, in andere gevallen van agressie, zullen we militaire en economische ondersteuning bieden als dat wordt verzocht in het kader van onze verdragsverplichtingen. Maar we zullen de bedreigde natie primair verantwoordelijk houden voor het leveren van de mankracht voor haar eigen defensie.

De doctrine is ook toegepast door de regering Nixon in het Midden-Oosten, met militaire hulp aan Iran en Saoedi-Arabië, zodat deze bondgenoten van de Verenigde Staten de verantwoordelijkheid konden dragen om vrede en stabiliteit in de regio te garanderen. Volgens auteur Michael Klare, opende de toepassing van de Nixon doctrine de deuren voor een vloedgolf aan Amerikaanse militaire hulp aan bondgenoten in de Perzische Golf en heeft het bijgedragen aan de ontwikkeling van de Carter Doctrine en de directe militaire betrokkenheid van de Verenigde Staten in de Golfoorlog (1990-1991) en de Irakoorlog.

## Andere bronnen
- J. Kimball (2006). The Nixon Doctrine: A Saga of Misunderstanding. Presidential Studies Quarterly 36 (1): 59–74. DOI: 10.1111/j.1741-5705.2006.00287.x.
- H. Meiertöns (2010): The Doctrines of US Security Policy — An Evaluation under International Law, Cambridge University Press, ISBN 9780521766487.